# Aloe cryptoflora
Aloe cryptoflora ist eine Pflanzenart der Gattung der Aloen in der Unterfamilie der Affodillgewächse (Asphodeloideae). Das Artepitheton cryptoflora leitet sich vom griechischen Wort  kryptos für ‚verborgen‘ sowie dem lateinischen Wort -florus für ‚blütig‘ ab und verweist auf die durch Brakteen verborgenen Blüten.

## Beschreibung

### Vegetative Merkmale
Aloe cryptoflora wächst einfach, stammlos oder sehr kurz stammbildend. Die lanzettlich lang zugespitzten Laubblätter bilden dichte Rosetten, die spiralförmig gedreht sind. Die tiefgrüne, leicht rötlich überhauchte Blattspreite ist 20 bis 25 Zentimeter lang und 6,5 Zentimeter breit. Die bräunlich roten Zähne am bräunlich roten Blattrand sind 2 bis 3 Millimeter lang und stehen 5 bis 10 Millimeter voneinander entfernt.

### Blütenstände und Blüten
Der Blütenstand besteht in der Regel aus einem Zweig und erreicht eine Länge von 40 bis 60 Zentimeter. Die sehr dichten, zylindrischen, sehr leicht konischen Trauben sind 14 Zentimeter lang und 3 Zentimeter breit. Die eiförmig-kreisrunden, fein gespitzten, gerundeten und uhrglasförmigen, fleischigen, hellgrünen Brakteen weisen eine Länge von 11 Millimeter auf und sind 12 Millimeter breit. Blütenstiele sind nicht vorhanden. Die zylindrisch-glockenförmigen, grünlich gelben Blüten werden zur Mündung orangegelb. Sie sind 10 Millimeter lang und an ihrer Basis gerundet. Auf Höhe des Fruchtknotens weisen die Blüten einen Durchmesser von 3,5 Millimeter auf. Ihre äußeren Perigonblätter sind nicht miteinander verwachsen. Die Staubblätter und der Griffel ragen 3 Millimeter aus der Blüte heraus.

## Systematik und Verbreitung
Aloe cryptoflora ist auf Madagaskar auf Granit verbreitet. Die Art ist nur aus dem Gebiet des Typusfundortes bekannt.
Die Erstbeschreibung durch Gilbert Westacott Reynolds wurde 1965 veröffentlicht.

## Nachweise